# BE Capricorni
BE Capricorni (BE Cap / HD 191639 / HR 7709) es una estrella de magnitud aparente +6,45 encuadrada dentro de la constelación de Capricornio.
Es una estrella distante que, con la nueva reducción de los datos de paralaje del satélite Hipparcos, estaría a unos 2330 años luz del sistema solar, aunque el error en la medida alcanza el 30%.
BE Capricorni es una estrella blanco-azulada de la secuencia principal de tipo espectral B1V.
Con una temperatura efectiva de aproximadamente 25.400 K —otros estudios señalan valores desde 20.400 a 29.000 K—, es una estrella realmente luminosa, unas 15.200 veces más que nuestro Sol.
Su radio es 6,6 veces más grande que el radio solar y gira sobre sí misma con una velocidad de rotación proyectada —límite inferior de la misma— de 152 ± 15 km/s.
Muestra una metalicidad notablemente inferior a la del Sol ([Fe/H] = -0,39).
Posee una masa casi 12 veces mayor que la masa solar, lo que la sitúa por encima del límite a partir del cual las estrellas acaban su vida violentamente, explosionando en forma de supernovas.
BE Capricorni es una estrella Be semejante a η Centauri o Seat (π Aquarii).
Su brillo es variable, siendo su amplitud de variación de 0,077 magnitudes.